# Plagithmysus ignotus
Plagithmysus ignotus är en skalbaggsart som beskrevs av Perkins 1916. Plagithmysus ignotus ingår i släktet Plagithmysus och familjen långhorningar. Inga underarter finns listade i Catalogue of Life.